# Język grecki klasyczny
Język grecki klasyczny, greka klasyczna – stadium rozwojowe języka greckiego używanego w okresie klasycznym (500 r. p.n.e. – 350 r. p.n.e.) starożytnej Grecji. Był to jeden z ważniejszych języków starożytności, rozpowszechniony na znacznych obszarach Półwyspu Bałkańskiego i Azji Mniejszej oraz na Cyprze. Dzisiaj ten język można studiować na filologii klasycznej. Był to język bogatej literatury, działali wówczas Tukidydes, Arystofanes, Platon, mówcy ateńscy.

Zasięg występowania dialektów języka greckiego w okresie klasycznym.

| Zachodnia grupa: Dorycki właściwy Dorycki północno-zachodni | Środkowa grupa: Eolski Arkado-cypryjski | Wschodnia grupa: Attycki Joński |
| Achajski dorycki                                            |                                         |                                 |

## Zróżnicowanie dialektalne
Klasyczny język grecki charakteryzował się dużym zróżnicowaniem – występowały liczne dialekty, ukształtowane już w okresie archaicznym, ich wczesne formy zaświadczone są m.in. w dziełach Homera (zob. greka homerycka). Wyróżnia się cztery główne zespoły dialektów:
- Zespół jońsko-attycki – obejmujący:

a) dialekt attycki z Attyki i północnych wybrzeży Morza Egejskiego;
b) dialekt joński z południowo-zachodnich wybrzeży Azji Mniejszej oraz Cyklad i Sporad Północnych (łącznie z Eubeą);
- dialekt eolski – właściwie grupa dialektów Beocji, Tesalii i północno-zachodnich wybrzeży Azji Mniejszej oraz niektórych wysp północnej części Morza Egejskiego, m.in. wyspy Lesbos;
- dialekty arkadyjsko-cypryjskie (achajskie) – zespół obejmujący starożytne dialekty Cypru, Pamfilii i Arkadii;
- Zespół zachodni:

a) dialekt dorycki – właściwie grupa dialektów używanych na terenach Lakonii, Mesenii, Argolidy i Koryntu, a także Krety i wysp Dodekanezu oraz części Epiru i północnych Wysp Jońskich (m.in. na Kerkyrze).
b) dialekty północno-zachodnie (włączane często do zespołu doryckiego), rozpowszechnione w północno-zachodniej części Peloponezu, oraz w Etolii, Akarnanii, Fokidzie, częściowo też w Epirze i na Wyspach Jońskich.
Wśród językoznawców nie ma zgody, czy słabo zaświadczony starożytny język macedoński z obszarów Macedonii Greckiej należy uznać za osobny język helleński, czy też włączyć go do dialektów greki klasycznej. Dialekty attycki, joński, dorycki i eolski – z racji dużego stopnia poświadczenia w tekstach literackich – nazywane są głównymi dialektami greki klasycznej. Wszystkie dialekty języka greckiego były wzajemnie zrozumiałe i mieszkańcy różnych rejonów Hellady nie mieli problemów z porozumiewaniem się.
Starożytni autorzy stosowali często określony dialekt jako wyróżnik formalny gatunku literackiego, np. epika i wczesna historiografia nawiązywały do języka Homera (opartego przede wszystkim na dialektach jońskim i eolskim), liryka subiektywna Safony i Alkajosa powstała w dialekcie eolskim, a liryka chóralna (Pindar) i bukolika (Teokryt) w dialekcie doryckim. W dialekcie attyckim wypowiadała się znaczna większość pisarzy okresu klasycznego. Z drugiej strony u wielu autorów tej epoki pojawiają się też ślady innych dialektów (np. Ajschylos i Sofokles obok dialektu attyckiego stosowali też joński i dorycki). Stosunkowo najmniej wpływów z innych dialektów ma proza attycka (Tukidydes, Platon, Ksenofont) oraz u mówców ateńskich (Izokrates, Demostenes, Lizjasz).
W okresie hellenistycznym liczne odmiany języka zlały się w jeden wspólny, dając początek grece koine (opartej jednak w znacznej mierze na dialekcie attyckim).

## Gramatyka
Występuje w nim rozbudowana fleksja, odziedziczona w dużym stopniu po języku praindoeuropejskim. 

### Fonetyka

#### Spółgłoski
|             |              | Wargowe | Zębowe | Tylnojęzykowe | Krtaniowe |
| ----------- | ------------ | ------- | ------ | ------------- | --------- |
| Nosowe      | Nosowe       | μ m     | ν n    | (ŋ)           |           |
| Zwarte      | dźwięczne    | β b     | δ d    | γ ɡ           |           |
| Zwarte      | bezdźwięczne | π p     | τ t    | κ k           |           |
| Zwarte      | przydechowe  | φ pʰ    | θ tʰ   | χ kʰ          |           |
| Szczelinowe | Szczelinowe  |         | σ, ς s |               | h         |
| Drżące      | Drżące       |         | ρ r    |               |           |
| Boczne      | Boczne       |         | λ l    |               |           |

[ŋ] było alofonem /n/ przed tylnojęzykową i /g/ przed nosową. /r/ było bezdźwięczne w nagłosie, co Grecy oddawali za pomocą litery ῥ.
Najprawdopodobniej istniało też zwarto-szczelinowe /dz/ zapisywane za pomocą litery ζ, choć według niektórych badaczy czytała się ona /zd/ lub /z/.

#### Samogłoski
|                | Przednie       | Przednie    | Tylne       |
|                | Niezaokrąglone | Zaokrąglone | Zaokrąglone |
| -------------- | -------------- | ----------- | ----------- |
| Przymknięte    | ι i ː          | υ y ː       |             |
| Półprzymknięte | ε ει e ː       |             | ο ου o ː    |
| Półotwarte     | η ɛː           |             | ω ɔː        |
| Otwarte        | α a ː          | α a ː       | α a ː       |

Samogłoska /oː/ w IV wieku p.n.e. przeszła w /u:/.
W grece występowały liczne dwugłoski: 
- kończące się /u/: /eu/ ευ, /ɛːu/ ηυ, /au/ i /a:u/ – obydwa zapisywane jako αυ
- kończące się /i/: /ɛːi/ ῃ, /ɔi/ οι, /ɔːi/ ῳ, /ai/ αι, /aːi/ ᾳ.

### Deklinacja
Rzeczownik posiada jeden z trzech rodzajów, przez które, podobnie jak w języku polskim, odmienia się także przymiotnik, rodzajnik, część zaimków i liczebników:
- - rodzaj męski (masculinum)
  - rodzaj żeński (femininum)
  - rodzaj nijaki (neutrum)

- Ponadto rzeczowniki, przymiotniki, rodzajnik i zaimki odmieniają się przez trzy liczby:
  - liczba pojedyncza (singularis)
  - liczba podwójna (dualis) – zanika w czasach klasycznych.
  - liczba mnoga (pluralis)

- oraz pięć przypadków:
  - mianownik (nominativus)
  - dopełniacz (genetivus)
  - celownik (dativus)
  - biernik (accusativus)
  - wołacz (vocativus)

### Rodzajnik
Greka posiada, podobnie do większości współczesnych języków indoeuropejskich poza językami słowiańskimi i łaciną, rodzajnik określony ὁ, ἡ, τό (nie występuje on jeszcze w języku Homera). Stanowi on analogiczną część mowy do ang. the, fr. le, la czy niem. der, die, das. Rodzajnik zgadza się w rodzaju, liczbie i przypadku z określanym rzeczownikiem. W grece klasycznej nie ma rodzajnika nieokreślonego.

### Czasownik
Czasownik odmienia się przez trzy liczby i trzy osoby, a ponadto:
- cztery tryby:
  - tryb oznajmujący (indicativus)
  - tryb rozkazujący (imperativus)
  - tryb życzący (optativus)
  - tryb łączący (coniunctivus)

Optativus i coniunctivus używane są w zdaniach wyrażających życzenie, możliwość, warunek itp. Zakres ich użycia częściowo pokrywa się z polskim trybem przypuszczającym.
- 3 strony: 
  - czynna (activum)
  - bierna (passivum)
  - medialna (medium)

Strona medium jest odziedziczona po języku praindoeuropejskim i oznacza bliższy związek podmiotu z działaniem. Może mieć znaczenie polskiej strony zwrotnej: λούομαι „myję się”, ale także może oznaczać, że podmiot bierze w czynności żywy, fizyczny udział, działa dla własnej korzyści lub wykorzystuje własne zasoby lub zdolności lub że podmioty działają na sobie wzajemnie.
Strona bierna jest grecką innowacją i ma oddzielne formy tylko dla czasu przyszłego i aorystu, w pozostałych czasach dzieląc formy ze stroną medialną.
- 6 czasów: 
  - czas teraźniejszy (praesens)
  - przeszły niedokonany (imperfectum)
  - aoryst (aoristus)
  - perfectum – nie jest czasem przeszłym dokonanym, jak perfectum łacińskie, lecz oznacza stan obecny wynikający z czynności przeszłej
  - czas zaprzeszły (plusquamperfectum)
  - czas przyszły (futurum)

oraz rzadko używane perfectum przyszłe (futurum perfectum).
Czasy greckie oznaczają zarówno czas jak i aspekt czynności. Ta cecha jest także dziedzictwem praindoeuropejskim. 
- Pod względem czasowym dzielą się na:
  - Czasy główne – oznaczające czynność lub stan obecny bądź przyszły: czas teraźniejszy, perfectum, przyszły oraz perfectum przyszłe.
  - Czasy historyczne – oznaczające czynność bądź stan przeszły: przeszły niedokonany, aoryst i zaprzeszły.

- Pod względem aspektu dzielą się na:
  - Aspekt niedokonany – wskazuje na czynność trwającą, ciągłą bądź powtarzającą się: czas teraźniejszy i przeszły niedokonany.
  - Aspekt aorystu – wskazuje czynność momentalną, która rozpoczyna się i natychmiast kończy lub skupia się w jednym punkcie czasowym, bądź czynność jako pojedynczą całość, bez określania długości jej trwania czy zakończenia. Czasem, który wskazuje ten aspekt, jest aoryst. Odpowiada mu na ogół polski czas przeszły dokonany.
  - Aspekt perfectum – wskazuje czynność zakończoną a jej skutki trwają do czasu o którym mowa: perfectum i czas zaprzeszły oraz perfectum przyszłe. Czasowi perfectum może odpowiadać zarówno polski czas teraźniejszy jak i przeszły dokonany. Np. μέμνημαι znaczy „pamiętam (bo wcześniej zapamiętałem)”, a okrzyk Archimedesa eureka! (ηὕρηκα heureka) oznacza dosłownie „znalazłem (i teraz już mam)”.

Charakterystyczną cechą greckiej koniugacji jest augment, przybierany w odmianie czasów historycznych. W najprostszej formie ma on postać ἐ- dodawanego na początku wyrazu, np. γράφω „piszę” (czas teraźniejszy), ale ἔγραφον „pisałem” (imperfectum), ἔγραψα „napisałem” (aoryst). Gdy czasownik zaczyna się na samogłoskę, augment zlewa się z nią i ulega ona wzdłużeniu, i niekiedy dalszym przekształceniom: ἐσθίω „jem”, ἤσθιον „jadłem”. W czasach perfectum występuje inna charakterystyczna cecha – reduplikacja, polegająca na podwojeniu pierwszej głoski czasownika, np. γέγραφα „napisałem (i teraz jest napisane)”.